# Aire d'attraction des Abymes
L'aire d'attraction des Abymes est un zonage d'étude défini par l'Insee pour caractériser l'influence de la commune des Abymes sur les communes environnantes. Publiée en octobre 2020, elle se substitue à l'aire urbaine de Pointe-à-Pitre-Les Abymes, qui comportait 16 communes dans le zonage de 2010.

### Carte

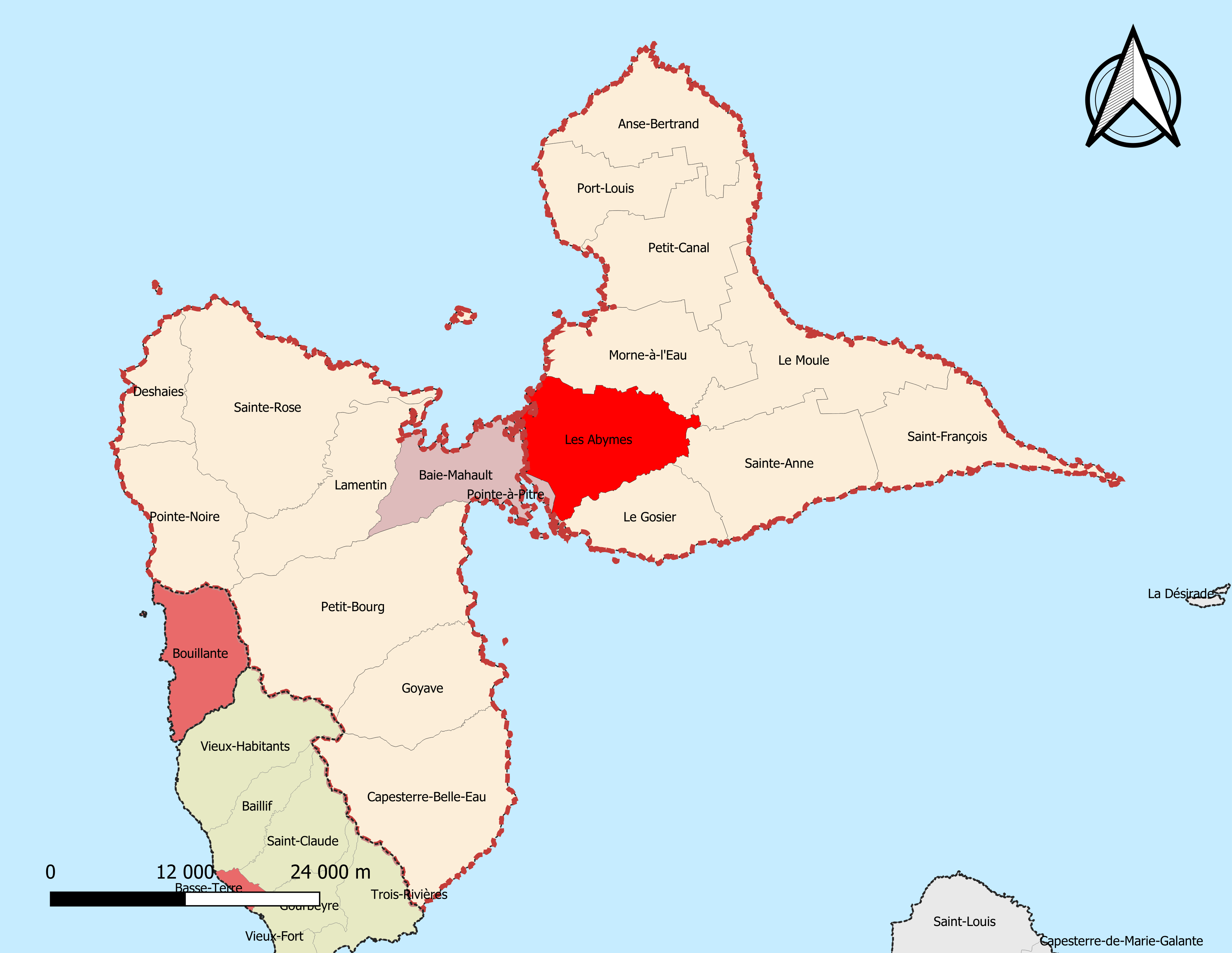
Carte de l'aire d'attraction des Abymes.
Commune-centre
Commune du pôle principal
Commune de la couronne

## Définition
L'aire d'attraction d'une ville est composée d'un pôle, défini à partir de critères de population et d'emploi ainsi que d'une couronne constituée des communes dont au moins 15 % des actifs travaillent dans le pôle. Le pôle d'attraction constitue ainsi un point de convergence des déplacements domicile-travail,.

## Géographie
L'aire d'attraction des Abymes est une aire intra-départementale qui comporte 18 communes dans la Guadeloupe. 

### Composition communale
| Nom                  | Code Insee | Département | Statut                    | Superficie (km2) | Population (dernière pop. légale) | Densité (hab./km2) | Modifier                                    |
| -------------------- | ---------- | ----------- | ------------------------- | ---------------- | --------------------------------- | ------------------ | ------------------------------------------- |
| Les Abymes           | 97101      | Guadeloupe  | commune-centre            | 81,25            | 51 760 (2022)                     | 637                | modifier les données · modifier les données |
| Anse-Bertrand        | 97102      | Guadeloupe  | commune de la couronne    | 62,50            | 4 232 (2022)                      | 68                 | modifier les données · modifier les données |
| Baie-Mahault         | 97103      | Guadeloupe  | commune du pôle principal | 46,00            | 30 943 (2022)                     | 673                | modifier les données · modifier les données |
| Capesterre-Belle-Eau | 97107      | Guadeloupe  | commune de la couronne    | 103,30           | 17 882 (2022)                     | 173                | modifier les données · modifier les données |
| Deshaies             | 97111      | Guadeloupe  | commune de la couronne    | 31,10            | 3 792 (2022)                      | 122                | modifier les données · modifier les données |
| Le Gosier            | 97113      | Guadeloupe  | commune de la couronne    | 45,20            | 27 205 (2022)                     | 602                | modifier les données · modifier les données |
| Goyave               | 97114      | Guadeloupe  | commune de la couronne    | 59,91            | 7 640 (2022)                      | 128                | modifier les données · modifier les données |
| Lamentin             | 97115      | Guadeloupe  | commune de la couronne    | 65,60            | 18 437 (2022)                     | 281                | modifier les données · modifier les données |
| Morne-à-l'Eau        | 97116      | Guadeloupe  | commune de la couronne    | 64,50            | 15 839 (2022)                     | 246                | modifier les données · modifier les données |
| Le Moule             | 97117      | Guadeloupe  | commune de la couronne    | 82,84            | 22 924 (2022)                     | 277                | modifier les données · modifier les données |
| Petit-Bourg          | 97118      | Guadeloupe  | commune de la couronne    | 129,88           | 24 299 (2022)                     | 187                | modifier les données · modifier les données |
| Petit-Canal          | 97119      | Guadeloupe  | commune de la couronne    | 70,50            | 8 206 (2022)                      | 116                | modifier les données · modifier les données |
| Pointe-à-Pitre       | 97120      | Guadeloupe  | commune du pôle principal | 2,66             | 14 855 (2022)                     | 5 585              | modifier les données · modifier les données |
| Pointe-Noire         | 97121      | Guadeloupe  | commune de la couronne    | 59,70            | 5 813 (2022)                      | 97                 | modifier les données · modifier les données |
| Port-Louis           | 97122      | Guadeloupe  | commune de la couronne    | 44,24            | 5 591 (2022)                      | 126                | modifier les données · modifier les données |
| Saint-François       | 97125      | Guadeloupe  | commune de la couronne    | 61,00            | 13 249 (2022)                     | 217                | modifier les données · modifier les données |
| Sainte-Anne          | 97128      | Guadeloupe  | commune de la couronne    | 80,29            | 24 415 (2022)                     | 304                | modifier les données · modifier les données |
| Sainte-Rose          | 97129      | Guadeloupe  | commune de la couronne    | 118,60           | 17 494 (2022)                     | 148                | modifier les données · modifier les données |

## Démographie
Cette aire est catégorisée dans les aires de 200 000 à moins de 700 000 habitants, une catégorie qui regroupe 23,6 % de la population au niveau national.